# Cyirima II
Cyirima II, także Chilima II – jeden z najwybitniejszych władców Rwandy, następca Yuhi II.
Prawdopodobnie żył na przełomie XVII i XVIII wieku. Tradycja przypisuje mu uchronienie kraju przed głodem, odparcie najazdu państw ościennych oraz poszerzenie granic królestwa.